# 易切削钢
易切削钢是一种适用于自动切削机床上加工的特种钢材。在进行切削加工时，易切削钢的切屑会断裂成小片，从而可以自动排出，不会缠绕机器或手动清理。易切削钢的成本比标准钢高 15% 到 20%，但更高的加工速度、更大的切削量和更长的刀具寿命抵消了更高的成本。

## 成分与原理
在易切削钢中加入的元素有硫、铅、钙和磷等。
硫在钢中与锰形成硫化锰夹杂物，能中断基体的连续性，使切屑易于脆断，减少切屑与刀具的接触面积。硫还能起减摩的作用，使切屑不粘附在切削刃上。但硫的存在会使钢产生热脆，所以硫的含量一般要限定在w(s)=0.10%～0.30%范围内，并要适当增加锰的含量与其配合。
铅的加入能提高钢的切削性能，由于铅在钢中不溶入铁素体，也不形成化合物，它是以自由状态并形成细小颗粒（2～3μm）均匀分布于基体组织中，当在切削过程中所产生的热量达到Pb颗粒的熔点时，即呈熔化状态，使摩擦因数减小，刀具温度下降，磨损减少。Pb的加入量在w(Pb)=0.1%～0.35%范围内。
钙在钢中能形成钙、铝硅酸盐夹杂物，附着在刀具上形成薄膜，具有减摩作用，防止刀具磨损。钙的加入量一般为w(Ca)=0.001%～0.005%。
在含硫的易削钢中加入磷，使其固溶于铁素体，引起强化和脆化，以提高其切削性能。为防止造成“冷脆”，规定w(P)≤0.15%。